# 78 a.C.
Il 78 a.C. (LXXVIII a.C. in numeri romani) è un anno  del I secolo a.C.

## Eventi
- Il proconsole P. Servilio Vatia sconfigge i pirati della Cilicia e dell'Isauria.
- Viene costruito a Roma il Tabularium del Campidoglio.

## Morti
- Lucio Cornelio Silla, generale romano (n. 138 a.C.)
- post - Publio Rutilio Rufo, militare, politico e storico romano (n. 154 a.C.)